# 대한민국 법원의 날
대한민국 법원의 날은 대한민국 법원이 미군정으로부터 사법권을 이양 받아 사법주권을 회복한 날(1948. 9. 13.)로서, 대한민국 법원의 실질적인 설립을 기념하고, 사법권 독립의 의미를 기리기 위해 제정된 기념일

## 역사적 의미
- 대한제국은 1909. 7. 12.에 일제와 ‘한국의 사법 및 감옥사무를 일본 정부에 위탁하는 건에 관한 각서(기유각서)’를 체결하여 같은 해 10. 31. 위 각서에 따라 대한제국의 재판소를 모두 폐지하고 통감부재판소에 사법권을 이양하였다.
- 1945. 8. 15. 해방된 후에도 미군정이 실시되어 조선총독부 통치하의 사법제도가 대부분 그대로 유지되거나 군정재판소 형태로 실시되었고, 1946. 3. 29. 미군정법령 제64조에 의하여 현재와 같은 3권 분립 형태의 사법부(司法府)가 아니라 부처로서의 사법부(司法部, Department of Justice) 가 설치되었다. 이후 미군정은 1948. 5. 4. 군정법령 제192호로 과도 법원조직법을 공포하여 법원행정을 사법부(司法部)에서 대법원으로 이관하였다. 이때 사실상 사법 업무가 행정부로부터 독립되었으나, 이는 여전히 미군정청 산하의 기구라는 한계가 있었다.
- 1948. 7. 17 제헌헌법이 제정되어 사법부가 비로소 3부 기관의 하나로  자리매김 하였고, 같은 해 8. 5. 이승만 대통령이 초대 대법원장으로 과도정부의 사법부장이던 김병로를 지명하여 같은 날 국회의 승인을 받았다. 그러나 김병로 대법원장은 미군정의 사법권 이양 승인을 받지 못하여 취임하지 못한 채 중앙청 사법부장실에서 근무하고, 서소문 대법원 청사에는 과도정부하의 김용무 대법원장이 근무하는 상황이 여전히 유지되었다.
- 이후 1948. 8. 16.부터 1948. 9. 11.까지 권한 이양에 관한 한미회담이 개최되었고, 그 결과 1948. 9. 13. ‘대한민국 대법원은 과도정부법원과 그 소속기관을 인수한다’는 내용의 대통령령 제3호(남조선과도정부기구의 인수에 관한 건)가 공포되었다. 이에 따라 1948. 9. 13. 오전 11시에 사무이양식이 진행되었으며, 대법원이 과도정부로부터 사법사무를 이양받고, 같은 날 초대 대법원장이 취임하였다. 이로써 광복 이후의 과도기를 거쳐 독립된 사법부가 실질적으로 설립되었다.

## 내용
- 대법원은 매년 9월 13일을 ‘대한민국 법원의 날’로 지정하여, 우리나라 사법주권의 회복 과정과 사법부 독립에 대한 국가적인 자긍심을 일깨우고, 재판의 독립과 법치주의의 의미를 되새기기 위한 기념식 등 각종 행사를 진행하고 있다.
- 기념일의 제정의 법적 근거로는 ‘대한민국 법원의 날 제정에 관한 규칙(대법원규칙 제2605호, 2015. 6. 29. 제정 및 시행)’[2]이 있으며, 2015년 대법원 대강당에서 진행된 최초 행사에서는 국가 주요인사가 참석한 가운데 기념동영상 상영, 유공자 포상 및 기념공연이 진행되었다. 오후에는 사법주권의 회복 과정 및 역사적 의의를 조명하고, 사법제도의 수입국에서 수출국으로 국제사회에서 위상을 강화하고 있는 사법부의 현재 모습과 미래의 발전 방향에 대한 학술대회가 진행되었다. 기념일 전후 2주간 전국 법원에서는 오픈코트(법원 견학 행사)를 비롯하여 국민과 소통하는 다양한 축제와 행사가 마련되었다.